# 人間蒸發 (電視劇)
《人間蒸發》（Into Thin Air），香港無綫電視翡翠台時裝劇集，於2005年9月26日至10月21日期間首播，共20集，由苗僑偉、吳美珩及廖碧兒領銜主演，並由馬國明、陳國邦、許紹雄及楊秀惠聯合演出，監製張乾文。

## 口頭禪
劇中女主角黎筱有一句口頭禪「真係好Sorry!」。此口頭禪不但為劇中重要的人物設定，更與劇情推進有莫大關連。最重要的是和結局有莫大關連。

## 演員表

### 偵探社
| 演員          | 角色   | 暱稱／關係 |
| 苗僑偉        | 高中正 | 大佬正 私家偵探社老闆 原为警察 文啟超之表哥 官青雲之舊同事 高進星之養父 何綺文之前夫 黎筱之夫 黎秋之婿 王小甜之孫女婿 莫慧姿之暗恋对象 |
| 李 蘊（童年） | 萬大寶 | BoBo 私家偵探 萬勇、江麗萍之長女 江輝之妹 官青雲之女友                                                                                 |
| 廖碧兒        | 萬大寶 | BoBo 私家偵探 萬勇、江麗萍之長女 江輝之妹 官青雲之女友                                                                                 |
| 陳國邦        | 文啟超 | Super 私家偵探 高中正之表弟 Fanny之前男友 Betty之好友 喜歡萬大寶 針對紀子謙                                                            |
| 楊秀惠        | 林欣欣 | 欣欣 私家偵探 郭青之外孫女 |
| 林遠迎        | 迎     | 私家偵探 |

### 黎家
| 演員           | 角色   | 暱稱／關係 |
| 陳霽平（青年） | 王小甜 | 黎秋之母 黎筱之嬤嬤（無血緣關係） 少女時與William Hunter相戀                                                           |
| 夏 萍          | 王小甜 | 黎秋之母 黎筱之嬤嬤（無血緣關係） 少女時與William Hunter相戀                                                           |
| 許紹雄         | 黎 秋  | LC 演員 黎筱之養父 喜歡官秀華，後為其男友 王小甜之子 高中正之外父                                                      |
| 吳美珩         | 黎 筱  | 演員 黎秋之養女 王小甜之孫女 莫慧姿之孖生細妹 被紀大志手下誤認為莫慧姿而失足墮崖，其後被捉走以威脅莫慧姿 高中正之妻    |
| 吳美珩         | 莫慧姿 | 黎筱之孖生家姐 紀子謙之前女友 被紀大志收買，接近紀子謙，協助其虧空公款及嫁禍紀子軒 喜歡高中正 于第18集高中正悔婚後出現 |

### 官家
| 演員   | 角色   | 暱稱／關係                                                                   |
| 陳秀珠 | 官秀華 | 華家姐、Sophia 咖啡店老闆 官青雲之姊 黎秋之好友，後為其女友 方家信之外遇對象 |
| 馬國明 | 官青雲 | 警察 官秀華之弟 萬大寶之男友                                                 |

### 萬家
| 演員   | 角色   | 暱稱／關係                                                                                                 |
| 駱應鈞 | 萬 勇  | 前黑幫份子（实为警察卧底），后被高中正所逮捕而坐牢10年 江輝、萬大寶之父 江麗萍之前夫 凤之丈夫 高中正之好友 |
| 蔡潔雯 | 鳳     | 萬勇之第二任妻子 萬大寶之養母 于多年前因冲出马路而被车撞死                                                 |
| 鄧健泓 | 江 輝  | 萬勇、江麗萍之子 萬大寶之哥哥 失明音樂家，擅長彈鋼琴 因得到江麗萍所捐之眼角膜，而重獲光明                  |
| 廖碧兒 | 萬大寶 | 萬勇、江麗萍之長女 江輝之妹妹 參見偵探社                                                                   |

### 方家
| 演員   | 角色   | 暱稱／關係                                                                           |
| 梁舜燕 |        | 方家信之母 江麗萍之奶奶                                                              |
| 鄺佐輝 | 方家信 | KC 香港富商 江麗萍之夫 官秀華之外遇對象                                              |
| 米 雪  | 江麗萍 | 萬勇之前妻 江輝、萬大寶之母 方家信之妻 患胰臟癌末期，於第10集去世 死後捐眼角膜給江輝 |

### 紀家
| 演員   | 角色   | 暱稱／關係 |
| 張英才 | 紀天成 | 紀氏集團主席 紀大志、紀子謙之父 紀琳琳之養父                                                                          |
| 簡慕華 | Queen  | 紀天成之第二任妻子 紀子謙之亡母 于片场大火意外中去世                                                                  |
| 鍾志光 | 紀大志 | 本劇終極大反派 紀氏集團經理 紀大成之長子 紀子謙之同父異母之兄                                                         |
| 李思捷 | 紀子謙 | 紀大成、Queen之次子 紀大志之同父異母之弟 原為紀氏集團經理，因志趣不合而往戲劇發展 莫慧姿之前男友 于第16集遇上意外失憶 |
| 陳思齊 | 紀琳琳 | 紀氏集團經理 炳叔之女                                                                                                 |
| 魯振順 | 炳 叔  | 紀氏集團司機 紀琳琳之父                                                                                               |

### 其他演員
| 演員   | 角色           | 暱稱／關係                                                                                               |
| 黃智賢 | 劉國偉         | 高中正之好友 高進星之父 何綺文之外遇對象 於第15集遇空難身亡                                              |
| 康 華  | 何綺文         | Winnie 高中正之前妻 高進星之母 劉國偉之外遇對象 於第15集遇空難身亡                                       |
| 丘梓謙 | 高進星         | 星仔、高家和（假護照所使用的名稱） 高中正之養子 劉國偉、何綺文之子 於第1集人間蒸發，並於第13集尋回       |
| 王 青  | 郭 青          | 林欣欣之公公 偵探社委託人之一（尋找幸運波鞋）                                                            |
| 羅君左 | 張宗齊         | 原為雪糕小販，因撿到郭青的波鞋後，轉行為鞋商                                                             |
| 凌禮文 | 雪糕阿伯       | 張宗齊之舊同事                                                                                           |
| 袁潔儀 | 盧樂兒         | Joey 與李玉珊為一對戀人，寫畫為生 玫瑰殺手 杀害李玉珊、何淑欣、苏娜 于第5集堕楼重伤成植物人 于第13集苏醒 |
| 吳幸美 | 李玉珊         | Ann 知名女演員 未走紅前與盧樂兒為一對戀人 于第4集因與盧樂兒分手而被殺害                                  |
| 李漫芬 | 何淑欣         | Mandy 李玉珊之粉丝 于两年前被卢乐儿杀害                                                                  |
| 王少玲 | 苏 娜          | 李玉珊之粉丝 于两年前被卢乐儿杀害                                                                        |
| 鄧汝超 | 導 演          | 第3集 |
| 蕭徽勇 | 肥 康          | 第4集 |
| 李日昇 | 傑仔 何小強    | 片場臨記演員                                                                                             |
| 陳 琪  | 陳凱恩         | 警察 |
| 陳榮峻 | 李永龍         | 警察 |
| 殷 櫻  | Fanny          | 記者 文啟超之亡女友 于一年前因片场大火意外而去世                                                         |
| 潘家雯 | Betty          | Fanny、文啟超之好友（第15集）                                                                            |
| 楊嘉諾 | 羅 豹          | 萬勇之仇人                                                                                               |
| 河國榮 | William Hunter | 王小甜少女時的戀人                                                                                       |
| 戴志偉 | 楊 剛          | 高中正之前上司                                                                                           |
| 羅 莽  | 泉             | 萬勇之友                                                                                                 |
| 李麗麗 | 羅醫生         | 眼科医生                                                                                                 |
| 黃芓晴 | 洋 洋          | |
| 鄭家生 | Kill標         | 人口販子 假证集团首脑 于第12集欲袭击万大宝时觸電身亡                                                     |
| 李鴻杰 | -              | 商場保安主管（第13集）                                                                                   |
| 蔡國慶 | 陳海全         | |
| 趙季筱 | 李永龍         | |
| 鍾建文 | 德             | （第5集）                                                                                                |

## 製作

### 劇名的歷史由來
- 人間蒸發這個名字，是中港台資深傳媒從業員甘國亮從前寫過的一個同名劇本／小說，之後這個經典名詞迅速在香港走紅，意思是指某人失蹤，或者某人躲起來了，或者某人去了另一個世界，以後找也找不了。
- 2005年，本電視劇的製作公司借用了人間蒸發這名字，再創作，意思是人的迷失。

### 取景
劇中高中正與黎筱於餐廳內共舞一幕，是在太平山餐廳取景。

## 收視
以下為本劇於香港無綫電視翡翠台之收視紀錄：
| 週次 | 集數  | 平均收視 | 最高收視 |
| 1    | 01-05 | 27點     | 30點     |
| 2    | 06-10 | 27點     | 30點     |
| 3    | 11-15 | 28點     | 30點     |
| 4    | 16-20 | 30點     | 32點     |

## 外部連結
- 無綫電視官方網頁 - 人間蒸發
- 小說《人間蒸發》甘國亮 （页面存档备份，存于）

| 翻新大少 -10月14日         | 翻新大少 -10月14日                               | 胭脂水粉 10月17日-                               | 胭脂水粉 10月17日-          |
| 上一套： 酒店風雲 -9月23日 | 翡翠台第二綫劇集(2005) 人間蒸發 9月26日-10月21日 | 翡翠台第二綫劇集(2005) 人間蒸發 9月26日-10月21日 | 下一套： 阿旺新傳 10月24日- |
| 大奧 -10月22日             | 大奧 -10月22日                                   | 大奧 -10月22日                                   | 佛山贊師父 10月24日-        |

| 翡翠台凌晨劇集時段 星期二至六 00:15-01:20 2月10日至2月13日 00:15-02:15 | 翡翠台凌晨劇集時段 星期二至六 00:15-01:20 2月10日至2月13日 00:15-02:15 | 翡翠台凌晨劇集時段 星期二至六 00:15-01:20 2月10日至2月13日 00:15-02:15 |
| ---------------------------------------------------------------------- | ---------------------------------------------------------------------- | ---------------------------------------------------------------------- |
|                                                                        | 人間蒸發 （2010.01.23 - 2010.02.13）                                   |                                                                        |
| 法證先鋒II （2009.12.10 - 2010.01.22）                                 | 秀才愛上兵 （2010.02.18 - 2010.03.17）                                 |                                                                        |